# جفات‌نبتی
| G16 | I10 · I9 | G1 | t | B7 |

| G16 | I10 · I9 | G1 | t | B7 |

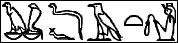
تصویری از جفاتنبتی

جفات‌نبتی (به انگلیسی: Djefatnebti) یکی از همسران شاه حونی از دودمان سوم مصر بود که در پایان هزاره سوم پیش از میلاد زندگی می‌کرد.

## شواهد
نام جفات‌نبتی در نگاره‌های کشیده شده توسط جوهر سیاه بر روی کوزه‌ای گلین که در الفانتین پیدا شده، دیده می‌شود. او در این نگاره لقب وِرِت هِتِس به معنای «بزرگ عصای پادشاهی هتس» دارد که لقبی متداول برای شهبانویان بوده.